# Оборонцы

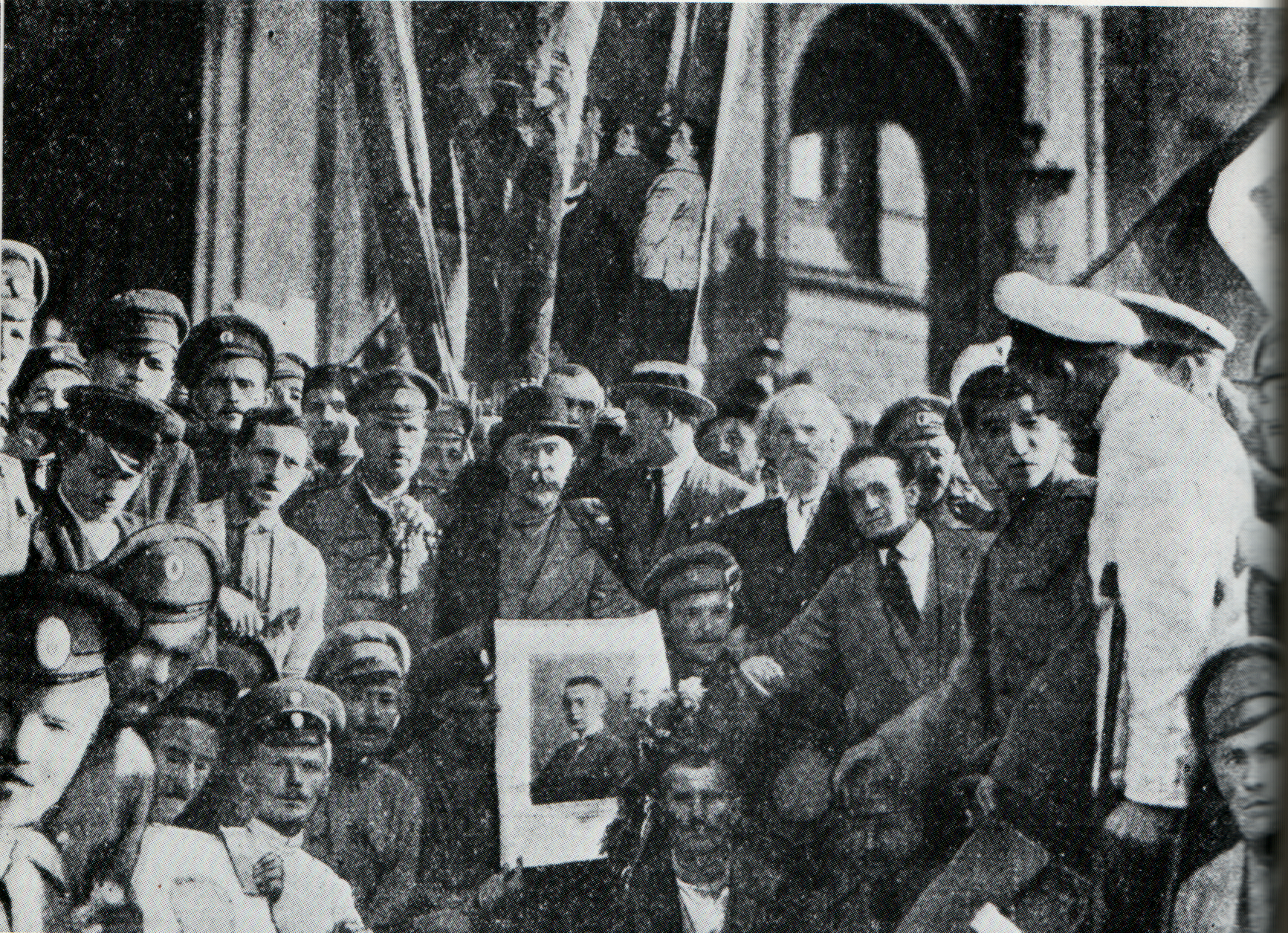
Российские «оборонцы» во главе с Плехановым на митинге в Петрограде в поддержку «июньского наступления Керенского» в 1917 году

«Оборо́нцы» (в западной историографии также именовавшиеся «патриотической оппозицией») — часть политического спектра российского общества периода Первой мировой войны, выступавшая за победу Российской империи в войне. Противостоявшая им часть, выступавшая за поражение Российской империи в войне, именовались соответственно «пораженцами» (кроме этих двух фракций были также «центристы», призывавшие к «миру без аннексий и контрибуций» и «интернационалисты» с лозунгом «Ни побед, ни поражений» или «Ни мира, ни войны»). Среди «оборонцев» были деятели как правого, так и левого толка. Многие деятели, переходя с одной стороны на другую, особенно в 1917 году, сначала выступали как «оборонцы», а затем примыкали к «пораженцам», и наоборот. Активная деятельность «оборонцев» проявилась преимущественно на заключительном этапе войны. В советской партийной историографии данное выражение сводится, как правило, только к так называемым «меньшевикам» (однако, среди оборонцев были и «большевики»), поскольку история других политических партий, кроме партии большевиков, целенаправленно в СССР не изучалась. Кроме того, с подачи Ленина, «оборонцами» именовали консервативную часть политического спектра в других странах, где так же происходили или ожидались революционные волнения, например, в Германии («немецкие оборонцы»), Австро-Венгрии («австрийские оборонцы»), Франции («французские оборонцы») и т. п.

## Институциональные органы «оборонцев»
Крупнейшим печатным органом «оборонцев» в РСДРП была газета «Начало», а крупнейшей группой оборонцев в РСДРП было «Единство» (1914—1918) под руководством Г. В. Плеханова. Решающим съездом, решившим окончательно порвать с «оборонцами», но не искоренившим явление, стал VI съезд РСДРП(б).

## Известные русские «оборонцы»
| имя            | партия   | комментарий                 |
| -------------- | -------- | --------------------------- |
| Б. О. Богданов | РСДРП    |                             |
| М. И. Бройдо   | РСДРП    |                             |
| К. А. Гвоздев  | РСДРП    |                             |
| П. П. Маслов   | РСДРП    |                             |
| Г. В. Плеханов | РСДРП    | идеолог «оборонцев» в РСДРП |
| А. Н. Потресов | РСДРП    |                             |
| А. А. Сольц    | РСДРП(б) |                             |